# Sham Shui Po
Sham Shui Po est un quartier du district de Sham Shui Po, dans le nord de la péninsule de Kowloon, à Hong Kong. 
Sham Shui Po est connu pour son marché d'appareils électroniques (Apliu Street Market) et son centre commercial dédié à l'informatique, le Golden Computer Shopping Arcade. Il dispose également d'un des plus gros centres commerciaux de Kowloon, le Dragon Centre, étendu sur neuf étages.
Il s'agit d'un quartier populaire, où travaillent également de nombreux grossistes en textile.
Il est desservi par le métro de Hong Kong ou MTR par l'arrêt Sham Shui Po sur la Tsuen Wan Line, le reliant à l'île de Hong Kong. 

## Origine de Sham Shui Po
Selon les découvertes archéologiques (en 1955) du tombeau Han oriental de Lee Cheng Uk (en caractères chinois traditionnels : 李鄭屋東漢墓）, il y avait déjà des habitants installés dans le district de Sham Shui Po au moins durant la dynastie des Han orientaux (25 - 220 ap. J.-C.).
Sham Shui Po signifie littéralement "jetée d'eau profonde". Pendant la dynastie Qing (1644-1912) et jusque vers les années 1930, Sham Shui Po s'écrit 深水 莆 ou 深水 埔